# Agrarhistorische Bibliothek Herrsching

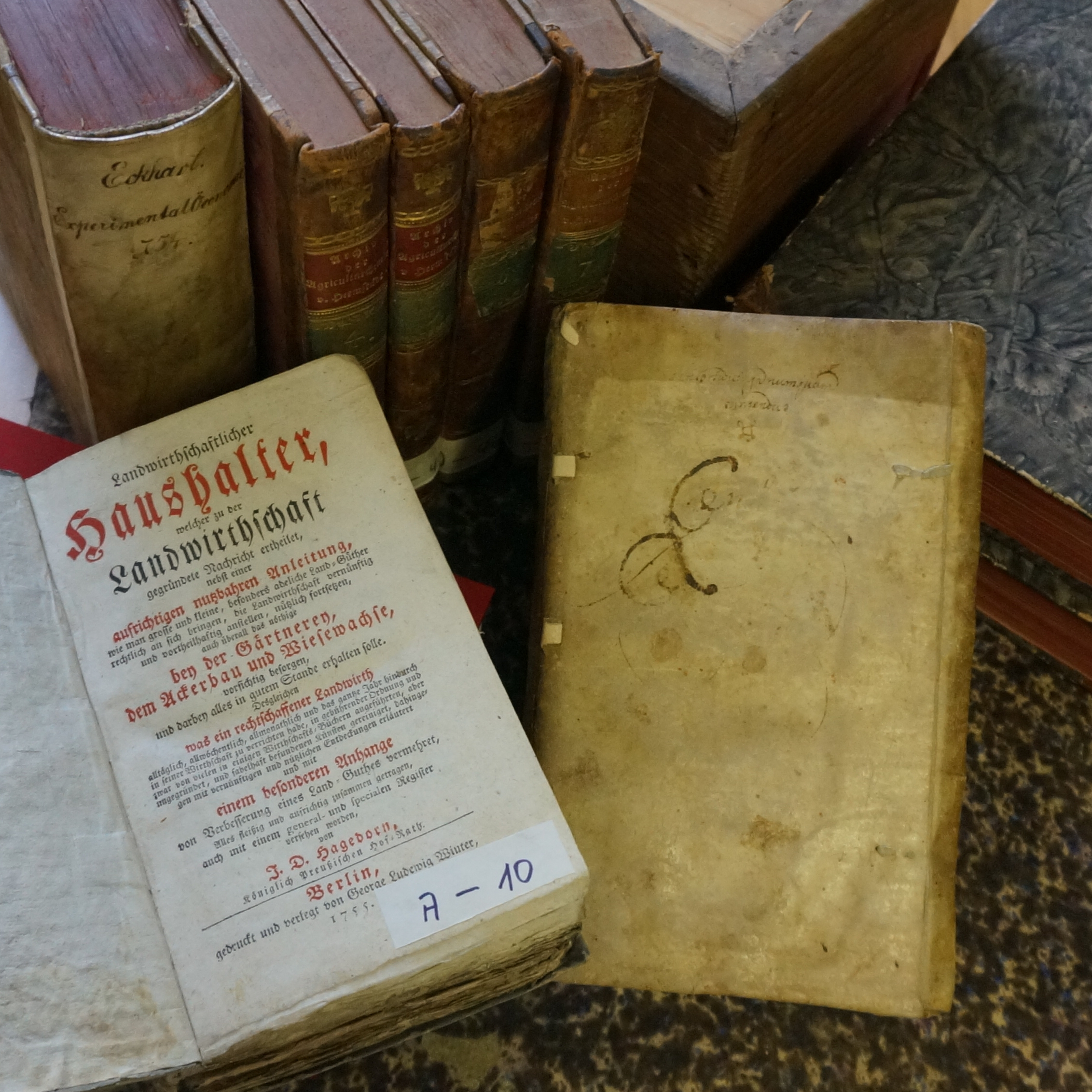
Historisches Buchexemplar in der Agrarhistorischen Bibliothek Herrsching

Die Agrarhistorische Bibliothek des Bayerischen Bauernverbandes befindet sich im Haus der bayerischen Landwirtschaft Herrsching. Die Präsenzbibliothek mit rund 20.000 Bänden beinhaltet Fachliteratur aus den Bereichen Land-, Haus- und Forstwirtschaft, Naturwissenschaft, Technik, Gesetzgebung und Verwaltung. Der zeitliche Schwerpunkt der Sammlung liegt im 19. und beginnenden 20. Jahrhundert. Außerdem beherbergt die Agrarhistorische Bibliothek die Tillmann Bibliothek des Deutschen Bauernverbandes und das Archiv des Landwirtschaftlichen Vereins in Bayern.

## Geschichte

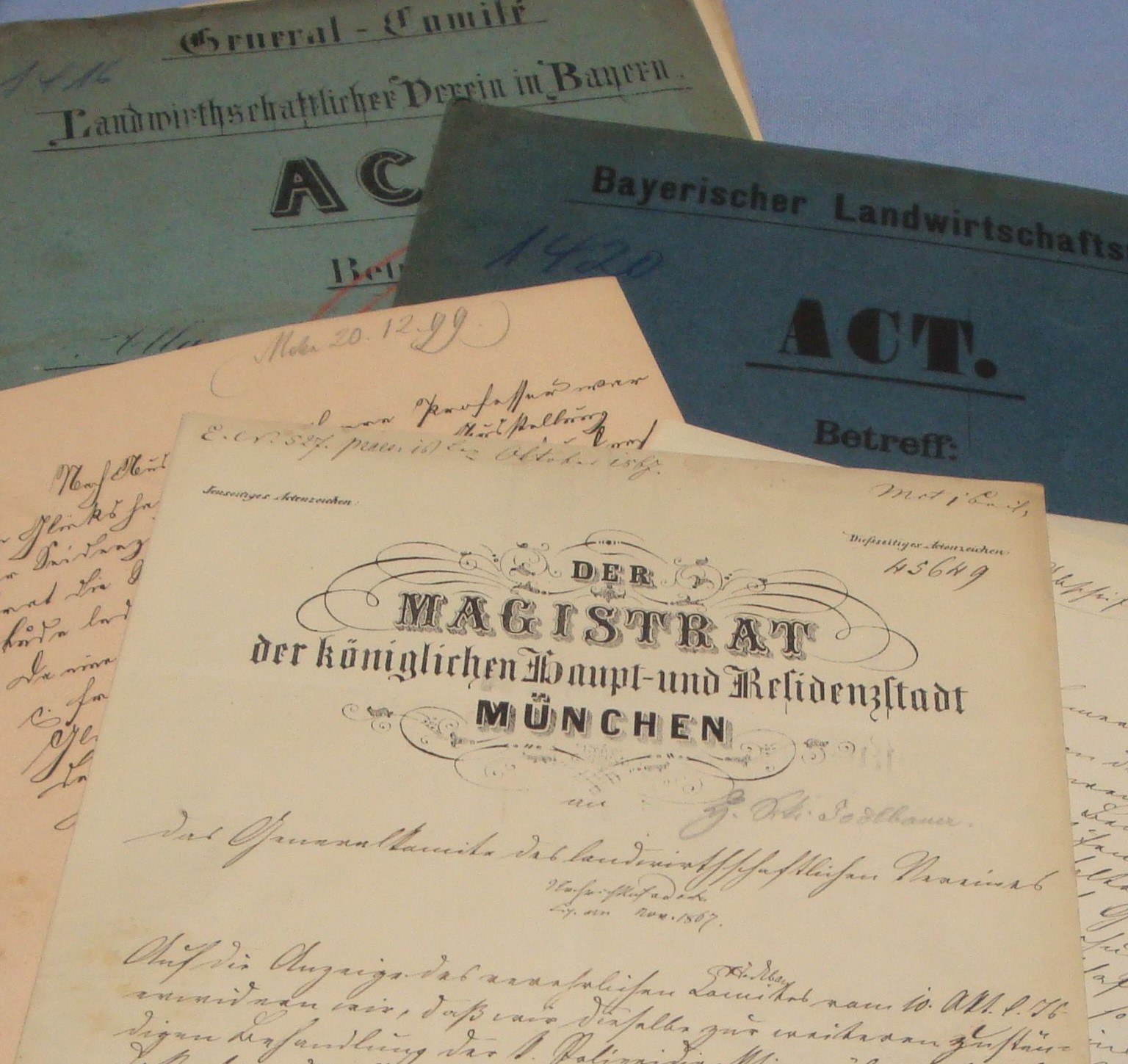
Akten des Landwirtschaftlichen Vereins in Bayern

Den Grundstock legte der Landwirtschaftliche Verein in Bayern, der 1810 von 60 Gutsbesitzern als eine der ersten Organisationen der Land- und Forstwirtschaft und beratendes Organ der bayerischen Regierung ins Leben gerufen wurde. König Maximilian I. Joseph hatte den Zusammenschluss am 9. Oktober 1810 genehmigt und zwei Monate später das Protektorat über die Gesellschaft übernommen. Ziel des Landwirtschaftlichen Vereins war „die Beförderung der praktischen Landwirtschaft und der damit in näherer Verbindung stehenden Gewerbe“. Der Verein engagierte sich im Bereich der landwirtschaftlichen Bildung und richtete Feste wie das Zentrale Landwirtschaftsfest zur Verbreitung wissenschaftlicher Erkenntnisse und Innovationen aus. Erstmals erschien im Januar 1811 das Landwirtschaftliche Wochenblatt des Landwirtschaftlichen Vereins (heute: Bayerisches Landwirtschaftliches Wochenblatt) zur Information der Mitglieder. Bereits in der ersten Ausgabe gab es einen Artikel über die Bauern und ihre Bücher. Der Landwirtschaftliche Verein richtete mehrere Bibliotheken ein. Eine davon war im Generalsekretariat in der Türkenstrasse in München untergebracht. 1849 umfasste deren erster gedruckter Sachkatalog bereits 3.535 Titel. Die Bibliothek wurde im Laufe der Jahrzehnte durch Ankauf und Bücherspenden ergänzt. Nach dem Zweiten Weltkrieg übernahm der Bayerische Bauernverband als Rechtsnachfolger des Landwirtschaftlichen Vereins die Agrarhistorische Bibliothek. 1982 fand die Sammlung im Haus der bayerischen Landwirtschaft Herrsching, dem Bildungszentrum des Bayerischen Bauernverbandes, eine neue Heimat. Im Jahr 2005 kamen ca. 2.500 Bände aus den Themenbereichen Landwirtschaft und Bauerntum dazu, die vom Deutschen Bauernverband der Herrschinger Bibliothek als Dauerleihgabe übertragen wurden. Dieser Bibliotheksteil ist nach seinem Begründer Hugo Tillmann benannt.

## Bestand

Aus Annalen der Blumisterei für Gartenbesitzer, Kunstgärtner, Saamenhändler und Blumenfreunde, 6. Jahrgang 1830

Im Fundus der Bibliothek enthalten sind kostbare, aufwändig illustrierte, zum Teil handkolorierte Folianten ebenso wie unscheinbare vielbändige Lehrwerke. Aus kulturgeschichtlicher und volkskundlicher Sicht interessant ist die sog. Hausväterliteratur. Darunter die Georgica curiosa von Wolf Helmhardt von Hohberg von 1682 und mehrere Exemplare des Noth- und Hülfsbüchleins für Bauersleute oder lehrreiche Freuden- und Trauer-Geschichte des Dorfs Mildheim von Rudolph Zacharias Becker, das in mehreren Auflagen erschien.
Das älteste Buch stammt aus der Tillmann Bibliothek: De re rustica wurde 1533 in lateinischer Sprache gedruckt. Als Sammelband zeichnet es die Entwicklung der Landwirtschaft von Cato und Varro über Columella und Palladius auf. Das Buch trägt das Signet der berühmten venezianischen Druckerei von Aldus Manutius.

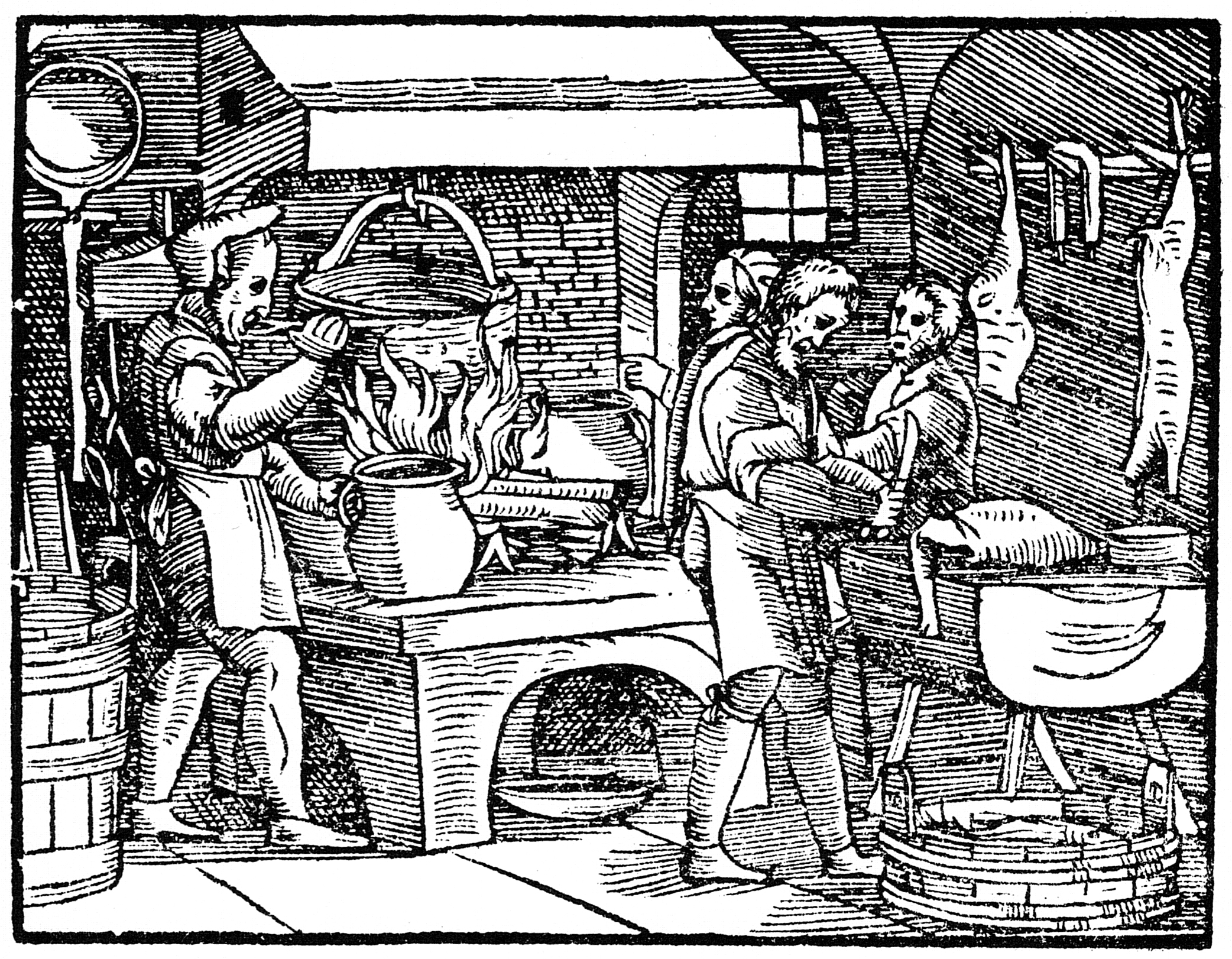
Ain künstlichs und nutzlichs Kochbuch

Aus dem Jahr 1556 stammt „Ain künstlichs und nutzlichs Kochbuch“ von Balthaser Staindel von Dillingen. Ein später datiertes Exemplar wird von Hans Böhm als „erstes Lehrbuch der bürgerlichen Küche“ bezeichnet. Es erschien insgesamt in 15 Auflagen.
Das Archiv des Landwirtschaftlichen Vereins besteht aus ca. 1800 Originalakten zwischen 1810 und 1937 mit Sitzungs- und Versammlungsprotokollen, Geschäftsberichten, Personal- und Sachakten zur vereinsinternen Organisation sowie zur Land- und Forstwirtschaft. Weiterhin gehören Dokumente der Bauernkammern, des Vereins zur Förderung der Pferdezucht in Bayern e. V. und des Bayerischen Waldbesitzerverbandes e. V. zum Bestand.
Die Werke der Agrarhistorischen Bibliothek sind über einen Schlagwort- und Autorenkatalog erschlossen. In Zusammenarbeit mit der Staatsbibliothek München werden die Bücher im B3Kat, dem zweitgrößten Verbundkatalog Deutschlands, erfasst.
Seit 2013 greift die Agrarhistorische Bibliothek im Rahmen der Foyergespräche verschiedene Themen auf. So fanden u. a. Veranstaltungen mit folgenden Schwerpunkten statt: Albrecht Haushofer, Kochen im Mittelalter, Zentrales Landwirtschaftsfest, Alois Seidl, Weinbau in Franken, Georg Heim.

## Tondokument
Zeit für Bayern: Die Historische Bibliothek in Herrsching. Sendung in Bayern 2 – Radio vom 15. September 2002